# Муди (Тексас)
Муди (енгл. Moody) град је у америчкој савезној држави Тексас. По попису становништва из 2010. у њему је живело 1.371 становника.

## Демографија
Према попису становништва из 2010. у граду је живело 1.371 становника, што је 29 (2,1%) становника мање него 2000. године.
| Група             | 2000.         | 2010.       |
| Белци             | 1.057 (75,5%) | 968 (70,6%) |
| Афроамериканци    | 123 (8,8%)    | 118 (8,6%)  |
| Азијати           | 0 (0,0%)      | 0 (0,0%)    |
| Хиспаноамериканци | 209 (14,9%)   | 274 (20,0%) |
| Укупно            | 1.400         | 1.371       |